# 沃默尔海姆
沃默尔海姆（荷蘭語：Wommelgem，荷蘭語發音：[ˈʋɔməlɣɛm]）是比利时弗拉芒大區安特衛普省安特衛普區的一个市镇，通行荷蘭語，是弗拉芒社群的一部分，面积13.01平方千米，人口12,893人（2018年1月1日）。